# ميزان الحرارة الصغرى
ميزان الحرارة الصغرى هو ميزان حرارة كحولي، يشبه ميزان الحرارة الزئبقي، غير أنه يوجد في أنبوبة الميزان الكحولي مؤشر زجاجي يستطيع الكحول تحريكه بحرية تجاه مستودع الميزان، غير أنه لا يستطيع تحريكه بعيداً عن المستودع، وهذا يعني أنه عند انخفاض درجة الحرارة ينكمش الكحول تجاه المستودع ساحباً معه المؤشر الزجاجي الذي يبقى في مكانه حتى لو ارتفعت درجة الحرارة وتمدد الكحول متجاوزاً المؤشر، وهذا ما يتيح فرصة قياس درجة الحرارة الصغرى في أي وقت.

## المصدر
- المعجم الجغرافي المناخي